# Atlético Nacional
Atlético Nacional (celým názvem Corporación Deportiva Club Atlético Nacional) je kolumbijský fotbalový klub z města Medellín založený 7. března 1947. Domácím hřištěm je Estadio Atanasio Girardot s kapacitou 40 943 míst. Klubové barvy jsou zelená a bílá.

## Úspěchy
národní
- 15× vítěz kolumbijské ligy (1954, 1973, 1976, 1981, 1991, 1994, 1999, 2005-I, 2007-I, 2007-II, 2011-I, 2013-I, 2013-II, 2014-I, 2015-II)
- 3× vítěz kolumbijského poháru (2012, 2013, 2016)[2]
- 2× vítěz Superligy de Colombia (2012, 2016)

mezinárodní
- 2× vítěz Poháru osvoboditelů (1989, 2016)
- 2× vítěz Copa Interamericana (1989, 1995)[3]
- 2× vítěz Copa Merconorte (1998, 2000)